# Formbestämmare
Formbestämning utförs av formbestämmare/ytmodellörer som arbetar tillsammans med industridesigners och ingenjörer för att skapa digitala modeller av produkter som skall bli underlag för tillverkning. Formbestämningens syfte är att skapa harmoniska ytor som ger produkten ett uttryck och en identitet. Arbetet utförs med hjälp av designorienterade cadprogram.
Formbestämning och ytmodellering utförs inom olika branscher som sport och fritid, hem, båtar, bilar, arbetsfordon, förpackning med mera. Digitala modeller används till att skapa fotorealistiska bilder, animering, prototypframtagning och till verktygsframställning.